# Schollenreuth
Schollenreuth ist ein Gemeindeteil der Gemeinde Feilitzsch im Landkreis Hof (Oberfranken, Bayern). Schollenreuth liegt in der Gemarkung Zedtwitz.

## Geografie
Die Landschaft ist kupierte ausgeprägte Mittelgebirgsgegend, bedingt durch das auslaufende Thüringer Schiefergebirge und das Mittelvogtländische Kuppenland, den Frankenwald und das Fichtelgebirge. Im Dorf entspringt der Rohrbach, ein rechter Zufluss der Nördlichen Regnitz. Die Kreisstraße HO 2 führt nach Hohendorf (1,5 km westlich) bzw. zur Kreisstraße HO 1 (1,2 km südöstlich). Gemeindeverbindungsstraßen führen nach Obertiefendorf (1,7 km nordwestlich), nach Unterhartmannsreuth zur HO 1 (1 km östlich) und zur Kreisstraße HO 14 (1,9 km südwestlich).

## Geschichte
1390 gab es in Schollenreuth drei Höfe und fünf weitere bäuerliche Anwesen. Sie gehörten Peter von Zedtwitz. Bis ins 18. Jahrhundert hinein wechselten die Besitzer sehr häufig. Ende des 18. Jahrhunderts bestand Schollenreuth aus sechs Anwesen.
Von 1797 bis 1810 unterstand Schollenreuth dem Justiz- und Kammeramt Hof. Infolge des Ersten Gemeindeedikts wurde Schollenreuth dem 1812 gebildeten Steuerdistrikt Isaar und der zugleich entstandenen Ruralgemeinde Zedtwitz zugewiesen. Am 1. Mai 1978 wurde Schollenreuth im Zuge der Gebietsreform in Bayern nach Feilitzsch eingemeindet.

### Einwohnerentwicklung
| Jahr      | 1819  | 1861  | 1871   | 1885   | 1900   | 1925   | 1950   | 1961   | 1970   | 1987   | 2005 |
| Einwohner | 41    | 57    | 51     | 50     | 53     | 66     | 86     | 46     | 47     | 41     | 37   |
| Häuser    |       |       |        | 6      | 6      | 8      | 9      | 9      |        | 12     |      |
| Quelle    | [ 6 ] | [ 9 ] | [ 10 ] | [ 11 ] | [ 12 ] | [ 13 ] | [ 14 ] | [ 15 ] | [ 16 ] | [ 17 ] |      |

## Religion
Schollenreuth ist evangelisch-lutherisch geprägt und war ursprünglich nach St. Michaelis (Hof) gepfarrt. Seit 1958 gehört Schollenreuth zur neu gebildeten Kirchengemeinde Zedwitz, die zur Pfarrei Hospitalkirche Hof gehört.